# Carlyle (Illinois)
Carlyle város az USA Illinois államában. Lakosainak száma 3253 fő (2020. április 1.).

## Népesség
A település népességének változása:

| 2010 | 3 281 |
| 2020 | 3 253 |